# Мисковець Текля Петрівна
Текля Петрівна Мисковець (1906, село Горянівка, тепер Ківерцівського району Волинської області — ?) — українська радянська діячка, голова колгоспу імені Кірова Олицького району Волинської області. Депутат Верховної Ради СРСР 4-го скликання (1954—1958).

## Біографія
Народилася у бідній багатодітній селянській родині. З юних років наймитувала у князя Радзивіла. З 1929 по 1940 рік працювала у власному господарстві.
У 1940—1941 роках — колгоспниця колгоспу імені Кірова селя Горянівки Олицького району Волинської області.
Під час німецько-радянської війни працювала у власному господарстві. Після війни — ланкова, завідувач фермами колгоспу імені Кірова селя Горянівки Олицького району Волинської області.
З 1953 року — голова правління колгоспу імені Кірова селя Горянівки Олицького (потім — Цуманського) району Волинської області.

## Нагороди
- орден Трудового Червоного Прапора (26.02.1958)
- медалі